# Jinyao
Jinyao (kinesiska: 金耀乡, 金耀) är en socken i Kina. Den ligger i provinsen Sichuan, i den sydvästra delen av landet, omkring 84 kilometer sydost om provinshuvudstaden Chengdu.
Genomsnittlig årsnederbörd är 1 330 millimeter. Den regnigaste månaden är juli, med i genomsnitt 290 mm nederbörd, och den torraste är december, med 13 mm nederbörd.